# جائزة فرنسا الكبرى 1966
جائزة فرنسا الكبرى 1966 هو سباق فورمولا 1 أقيم بتاريخ 3 يوليو 1966 في رانس. كان الثالث من أصل 9 في بطولة العالم لسباقات الفورمولا واحد موسم 1966. حلّ الأسترالي جاك برابهام أولا بينما جاء البريطاني مايك باركس في المركز الثاني وحصل على المركز الثالث النيوزلندي ديني هولم.